# دانیلسون دا کروز
دانیلسون دا کروز (انگلیسی: Danilson da Cruz؛ زادهٔ ۲۸ ژوئن ۱۹۸۶) بازیکن فوتبال اهل فرانسه است که در پست هافبک بازی می‌کرد.
از باشگاه‌هایی که در آن بازی کرده‌است می‌توان به باشگاه فوتبال ستاره سرخ و باشگاه فوتبال نانسی اشاره کرد.
وی همچنین در تیم ملی فوتبال دماغه سبز بازی کرده‌است.